# Domosclerus
Domosclerus is een geslacht van mosdiertjes uit de  familie van de Bifaxariidae en de orde Cheilostomatida

## Soorten
- Domosclerus auriculatus (d'Hondt & Schopf, 1985)
- Domosclerus biauriculatus (David & Pouyet, 1986)
- Domosclerus bryani  Cheetham, 1972)
- Domosclerus corrugatus (Busk, 1884)
- Domosclerus cylindraceus (Harmer, 1957)
- Domosclerus cylindricus (David & Pouyet, 1986)
- Domosclerus edulis Gordon, 1993
- Domosclerus giganteus (Harmer, 1957)
- Domosclerus pauciporosus (Harmer, 1957)
- Domosclerus piscis Gordon, 1988
- Domosclerus rugatus (Harmer, 1957)
- Domosclerus tenuis (Harmer, 1957)

Niet geaccepteerde soorten:
- Domosclerus abyssicola (Busk, 1884) → Diplonotos abyssicolus (Busk, 1884)
- Domosclerus abyssicolus (Busk, 1884) → Diplonotos abyssicolus (Busk, 1884)